# Léon Marchand
Léon Marchand (* 17. Mai 2002 in Toulouse) ist ein französischer Schwimmer. Er ist mehrfacher Weltmeister (2022–2025) und vierfacher Olympiasieger (2024).

## Karriere
Marchand ist der Sohn der Schwimmer Xavier Marchand und Céline Bonnet sowie Neffe des Schwimmers Christophe Marchand. Er besitzt ein wissenschaftliches Abitur mit Auszeichnung und studierte Informatik an der Universität Toulouse-III-Paul-Sabatier.
Seit 2022 hält er die französischen Rekorde über 200 m Lagen, 200 m Schmetterling und 200 m Brust, seit 2019 auch den französischen Rekord über 400 m Lagen.
Bei den Weltmeisterschaften 2023 in Fukuoka behielt er seine Titel über 400 m Lagen, indem er in 4:02,50 min den Weltrekord von Michael Phelps schlug und dann über 200 m Lagen sowie über 200 m Schmetterling gewann. Er ist der erste französische Schwimmer, der bei denselben Weltmeisterschaften drei Einzeltitel und insgesamt fünf Goldmedaillen gewonnen hat.

### 2024: Vierfacher Olympiasieger
Bei den Olympischen Spielen 2024 in Paris wurde Marchand Olympiasieger über 200 Meter Schmetterling, 200 Meter Brust, 200 Meter Lagen und 400 Meter Lagen und stellte dabei über alle vier Strecken einen neuen olympischen Rekord auf. Er wurde so zum ersten Schwimmer, der sowohl Olympiasieger über 200 Meter Brust als auch 200 Meter Schmetterling wurde. Mit der französischen 4 × 100 m Lagenstaffel gewann er außerdem die Bronzemedaille. Gemessen an seinen vier Goldmedaillen war Marchand der erfolgreichste Teilnehmer der Olympischen Sommerspiele 2024. Für seine Olympiasiege wurde Marchand als Ritter in die Ehrenlegion aufgenommen.
Beim Kurzbahn-Weltcup stellte Marchand im November 2024 einen neuen Weltrekord über 200 Meter Lagen auf und unterbot die knapp zehn Jahre alte Bestzeit von Ryan Lochte um knapp eine Sekunde.
Im Juli 2025 stellte er bei den Weltmeisterschaften in Singapur im Halbfinale einen neuen Weltrekord über 200 Meter Lagen auf und unterbot die 14 Jahre alte Bestzeit von Ryan Lochte um über eine Sekunde.